# Thomas Ganswindt
Thomas Ganswindt (* 18. November 1960 in Oberhausen) ist ein deutscher Manager.
Nach einem Maschinenbau-Studium an der Ruhr-Universität Bochum war er ab 1987 am Fraunhofer-Institut für Produktionsanlagen und Konstruktionstechnik in Berlin tätig. 1989 wechselte er zum Siemens-Konzern, bei dem er in verschiedenen Geschäftsbereichen tätig war. Ab 1999 war er Mitglied des Bereichsvorstandes Transportation Systems, 2001 übernahm er den Vorsitz des Bereichsvorstandes Information and Communication Networks. Seit Oktober 2004 gehörte er dem Zentralvorstand des Konzerns an.
Am 19. Juli 2005 verlieh ihm die Fakultät für Wirtschaftswissenschaften der Technischen Universität München die Ehrendoktorwürde.
Im September 2005 übernahm er die Leitung der Kommunikationssparte Com. Nachdem er sich öffentlich gegen die Zerschlagung der Sparte ausgesprochen hatte, wurden im Juli 2006 Gerüchte gestreut, dass sein Vertrag 2007 nicht verlängert werden solle. Im September 2006 verließ er Siemens, um den Vorstandsvorsitz der Elster Group in Luxemburg zu übernehmen.
Nachdem er im Dezember 2006 im Zusammenhang mit Ermittlungen um Bestechungsgelder bei Siemens vorübergehend in Untersuchungshaft genommen wurde, trat er von seiner Funktion bei der Elster Group zurück.
Ein Strafprozess gegen ihn vor dem Oberlandesgericht München wurde im Mai 2011 gegen Zahlung einer Geldauflage von 175.000 Euro eingestellt. Der Siemens-Konzern erhielt von Ganswindt 2012 einen Schadensersatz in Höhe von 500.000 €, nachdem er 5 Millionen Euro gefordert hatte.
Anlässlich der am 23. Januar 2013 stattgefundenen Siemens Hauptversammlung wurde einem außergerichtlichen Vergleichsvorschlag des Vorstandes und Aufsichtsrats unter Berücksichtigung einer eingeschränkten finanziellen Leistungsfähigkeit von Ganswindt mit einem Abstimmungsergebnis von 98,13 % zugestimmt.